# Jumellea ibityana
Jumellea ibityana är en orkidéart som beskrevs av Rudolf Schlechter. Jumellea ibityana ingår i släktet Jumellea och familjen orkidéer. Inga underarter finns listade i Catalogue of Life.